# Teremok (film, 1937)
Pour les articles homonymes, voir Teremok.
Pour plus de détails, voir Fiche technique et Distribution.
Teremok (Теремок) est un court métrage d'animation soviétique réalisé par Alexandr Sinitsyne et Vitali Sioumkine, et sorti en 1937. Le film est adapté du conte éponyme russe Le film est restauré en 2011.

## Synopsis
Le Teremok est une maisonnette au milieu des bois. La grenouille est la première à la découvrir et à s'installer dedans. Bientôt un écureuil l'y rejoint. Le lapin fait son apparition et s'apprête à entrer. Mais le renard surgit et une poursuite commence. Alors la grenouille et l'écureuil vont sortir de leur abris pour venir à l'aide au lapin.

## Fiche technique
- Titre : Teremok
- Réalisation : Alexandr Sinitsyne, Vitali Sioumkine
- Scénario : Alexandr Sinitsyne, Vitali Sioumkine
- Musique :  Isaac Dounaïevski
- Chansons : Vladimir Voljenine
- Studio : Lenfilm
- Pays de production : URSS
- Durée : 7 minutes
- Format : couleur - mono
- Dates de sortie : 1937